# Tau1 Lupi
Tau1 Lupi (τ1 Lupi, τ1 Lup) è una stella solitaria situata nella costellazione del Lupo. La stella, così come altre stelle della costellazione del Lupo, è un membro dell'associazione stellare Scorpius-Centaurus, e più precisamente del sottogruppo Centauro superiore-Lupo. Situata a circa 1 090
anni luce dal sistema solare, come calcolato dalla parallasse misurata da Hipparcos, la sua magnitudine apparente pari a +4,546 fa sì che questa stella sia visibile a occhio nudo nell'emisfero australe.

## Caratteristiche fisiche
Tau1 Lupi è stata classificata come subgigante bianca di classe spettrale B2 e classe di luminosità IV, con una magnitudine apparente pari a 4,546. Diverse osservazioni hanno portato a stabilire che la stella ha una massa pari a circa 9,98 masse solari, un raggio pari a circa 7,1 volte quello del Sole e una luminosità circa 3 831 volte più grande di quella della nostra stella, con una temperatura efficace di circa 15270 K.
Osservazioni svolte a partire dal 1955 hanno permesso di stabilire che Tau1 Lupi è una stella variabile pulsante di tipo Beta Cephei, con un periodo assai costante di 0,17736934 giorni, corrispondente a una frequenza di 5,637953 cicli per giorno di ampiezza pari a 0,035 in termini di magnitudine apparente.
Data la sua elevata velocità peculiare, pare a 32,6±3,6 km/s, Tau1 Lupi potrebbe essere una stella fuggitiva.
Tau1 Lupi mostra un eccesso di emissione infrarossa, cosa piuttosto insolita per una stella non Be di questa classe. La stella è circondata da un disco circumstellare la cui parte più interna si trova a 980 unità astronomiche dalla stella, a una temperatura di 190 K, e che si estende fino a 50 000 unità astronomiche da essa, dove la temperatura arriva a circa 40 K. Si ritiene che la presenza di tale polvere non sia collegata al carattere pulsante della stella.